# Hieracium declivium
Hieracium declivium es una especie de planta con flor del género Hieracium, de la familia Asteraceae, orden Asterales.

## Distribución
Hieracium declivium se distribuye por Rusia.

## Taxonomía
Fue descrita científicamente por Norrl. ex Üksip. Fue publicada en Not. Syst. Herb. Inst. Bot. Acad. Sci. U.R.S.S.